# Scooby-Doo and the Cyber Chase (videogioco)
Scooby-Doo and the Cyber Chase è un videogioco d'avventura e d'azione sviluppato da Art Co., Ltd e Software Creations e pubblicato da THQ per le console PlayStation e Game Boy Advance nel 2001. La storia del gioco si basa su quella presente nel film d'animazione Scooby-Doo e il viaggio nel tempo (in originale Scooby-Doo and the Cyber Chase).

## Trama
La trama del gioco differisce leggermente da quella vista nel film su cui si basa. Scooby-Doo e la Mystery Inc. si ritrovano bloccati nel cyberspazio e devono fermare il Fantavirus prima che questi scateni il caos. Così Scooby e Shaggy dovranno attraversare svariati livelli ambientati in epoche diverse per sconfiggere il malvagio ed i suoi alleati.

## Modalità di gioco
Il giocatore prende il controllo di Scooby o Shaggy e dovrà guidare il personaggio giocabile attraverso sette aree per un totale di ventuno livelli 3D superando i vari ostacoli che si troveranno innanzi e sconfiggendo i vari nemici. Lungo le varie aree saranno presenti degli Scooby Snack che permetteranno di aumentare il proprio punteggio, alcune monete raffiguranti Scooby e Shaggy che forniranno delle vite extra, delle medagliette per cani che fungeranno da checkpoint, degli hamburger che faranno recuperare i punti vita e delle fette di torta che dovranno essere utilizzate per abbattere i nemici. Nel corso del gioco interverranno Fred e Daphne, tramite un dispositivo di comunicazione a distanza ideato da Velma, che forniranno dei preziosi consigli ai protagonisti su come aggirare gli ostacoli e proseguire così l'avventura. Nel terzo livello di ogni area sarà presente la battaglia contro un boss, il quale andrà sconfitto con l'astuzia.
Nella versione per Game Boy Advance sono presenti solamente sei livelli in 2D, lo stile di gioco è più semplificato e il sistema di salvataggio funziona tramite l'inserimento di una password.

### Aree
- Classic Japan: è la prima ad apparire nel gioco ed è ambientata nel Giappone feudale. Il boss è un samurai.
- Ancient Rome: è la seconda area ed è collocata nell'antica Roma. La battaglia boss prevede uno scontro con un leone e diversi gladiatori che lanceranno delle lance.
- Arctic Circle: è la terza area ed è ambientata al circolo polare artico. Il nemico finale da affrontare è il Fantavirus in sella ad un orso polare.
- Prehistoric Jungle: è la quarta area, la cui ambientazione è quella di una giungla preistorica. Il boss è un feroce T-Rex.
- The Big City: è la quinta area, situata in una grande città. Il boss è Charlie il Robot, apparso precedentemente nell'episodio Il mistero di Fiabilandia della serie Scooby-Doo! Dove sei tu?.
- Egypt: è la sesta area del gioco, che ha luogo in Egitto. Il nemico è nuovamente il Fantavirus, il quale si farà aiutare da alcune mummie.
- Amusement Park: è la settima ed ultima area del gioco, questa volta ambientata in un parco divertimenti. Proprio come nel film originale presenta i livelli più difficili. La battaglia finale si tiene contro il Fantavirus.

## Accoglienza
| Testata                            | Versione | Giudizio |
| ---------------------------------- | -------- | -------- |
| GameRankings (media al 09-12-2019) | PS       | 61.67%   |
| GameRankings (media al 09-12-2019) | GBA      | 60.00%   |
| AllGame                            | PS       | [ 6 ]    |
| IGN                                | GBA      | 3.5/10   |
| Nintendo Power                     | GBA      | [ 10 ]   |
| OPM                                | PS       | [ 11 ]   |

Scooby-Doo and the Cyber Chase ha ricevuto recensioni appena sufficienti da parte dell'aggregatore GameRankings.
Jennifer Beam di AllGame apprezzò la versione per PlayStation per i suoi effetti sonori e il doppiaggio, affermando "La grafica 3D relativamente decente migliora questo gioco, ma quasi ogni area ha un livello in cui le ombre non sono distinguibili dalle insidie".
Hilary Goldstein recensì l'edizione per Game Boy Advance, apprezzando le sue animazioni e la sua colonna sonora ma criticando i suoni ed il sistema di salvataggio tramite password, trovando il finale come se non avesse abbastanza "sapore di Scooby", criticando "Nessuna maschera viene rimossa e Velma non fornisce una spiegazione prolissa su come il colpevole abbia tirato fuori le sue macchinazioni malvagie".
In un'anteprima di Ufficiale PlayStation Magazine, furono trovati come pregi l'ottima presentazione, i livelli molto vari e l'assenza del personaggio di Scrappy Doo mentre come difetti la presenza di alcuni motivetti fastidiosi, nessuna idea innovativa e un po' di ripetitività, trovando la classica azione sulle piattaforme ma con poca originalità.
La versione per PS1 ha venduto più 300 000 di copie nel Regno Unito, diventando così un titolo Platinum in Europa, mentre nel 2003 entrò nell'etichetta Greatest Hits in Nord America.
Nel 2010, Steven Jackson di Retro Gamer definì tale edizione come uno dei migliori giochi di Scooby-Doo di sempre, nonostante alcune somiglianze con Crash Bandicoot.